# Heinrich von Handel-Mazzetti
Heinrich Raphael Eduard von Handel-Mazzetti (19 de febrero de 1882, Viena - 1 de febrero de 1940) fue un micólogo, botánico y explorador austríaco.

## Biografía
Su abuelo paterno Heinrich Freiherr von Handel, fue un alto oficial del Ejército Austríaco, se casa con la baronesa Caroline Freiin von Mazzetti, y ella fue la última de su familia en decidir perpetuar su nombre familiar uniéndolo al de su marido. Eduard, su padre, nace en Pavia, 1838. La novelista Enrica von Handel-Mazzetti (1871-1955) era su prima hermana: era hija de uno de los hermanos de Eduard.
Fue un pionero en las expediciones botánicas a China, a Irak y a Kurdistán. Por largos años fue curador del Departamento de Botánica, del Museo de Historia Natural de Viena.
Hasta los diez años fue instruido por su madre. Luego concurre al colegio en Innsbruck. En 1901 entra a la Universidad de Viena. Publica su primer artículo científico, antes de cumplir 20 años en: "Flora von Tirol", seguido ese mismo año describiendo su descubrimiento de un híbrido natural: Gentiana tiroliensis Hand.-Mazz. (= G. aspera Hegetschw. & Heer  × G. campestris L.) — hoy Gentianella × tiroliensis. En el profesor Richard von Wettstein halla un maestro que sintonizaba con sus aspiraciones científicas y que lo esforzaba a desarrollar los talentos naturales.
En 1903 es demostrador en el Instituto Botánico de la Universidad, y en 1905 es promovido a asistente. Fue posponiendo su tesis doctoral por el impresionante volumen de material para el tema que había elegido: el género Taraxacum. El 8 de febrero de 1907 finalmente accede al doctorado.
Fallece víctima de un siniestro de tránsito con un vehículo del Ejército alemán, un día después del siniestro por una embolia. Se había unido a Alemania durante la guerra. Pero no ocultaba sus opiniones pacifistas a su familia. Era soltero y vivía en un pequeño estudio de alquiler. Su salario le autorizaba, a tener un ayudante especial y hacer un viaje cada verano a los Alpes. Se lo consideraba poco sociable, más era afectuoso con sus tres hermanos. Los sucesivos asistentes que empleó le tenían gran respeto.

## Algunas publicaciones
- Monogrographie der Gattung Taraxacum, 1907, in: Österr. Botan. Zs. 72, 1923
- Ergebnisse einer botanischen Reise in der Pont. Randgebiete im Sandschak Trapezunt, in: Ann. d. k. k. naturhist. Hofmus. 23, 1909
- (сon Viktor Pietschmann.) Die Expedition nach Mesopotamien. Naturwissenschaftlicher Orientverein, Viena. Mesoptamian Expedition. Viеnа, 1911
- Pteridophyta und Anthophyta aus Mesopotamien und Kurdistan, sowie Syrien und Prinkipo, ebd. 26-28, 1912-14
- Zur Geographie von Kurdistan // Aus den Ergebnissen der Mesopotamienexpedition des Naturwissenschaftlichen Orientvereins in Wien, 1910, Gotha, 1912
- Neue Aufnahmen in NW-Yünnan und S-Setschuan (Erläuterungen zur Karte), A. Hölder, Viena, 1921
- Die Vegetationsverhältnisse von Mesopotamien und Kurdistan, ebd. 28, 1914
- Plantae novae Sinenses, diagnosibus brevibus descriptae, in: Anz. d. Ak. d. Wiss. in Wien, math.-nat. Kl. 57-63, 1920-26
- Naturbilder aus Südwest-China: Erlebnisse und Eindrücke eines Österreichischen Forschers während des Weltkrieges. Viеnа: Österreichischer Bundesverlag für Unterricht, Wissenschaft und Kunst, 1927 en línea; traducido al inglés: A Botanical Pioneer In South West China
- Systematische Monographie der Gattung Leontopodium, in: Beihh. z. Botan. Cbl., Abt. 2, 44, 1927
- Symbolae Sinicae T. 6 (Pteridophyta) et T. 7 (Anthophyta), 1929–36
- (сon Oscar Drude.) Der ökologe auf reisen. Handbuch der biologischen Arbeitsmethoden … 25 cm. abt. XI, Methoden zur erforschung der leistungen des pflanzenorganismus. t. 5 (1932) pp. [57]—76
- Art. en Flora von Tirol de K. W. von Dalla Torre & L. Gf. von Sarnthein, Flora des gefürsteten Gfsch. Tirol, des Landes Vorarlberg und des Fürstenthumes Liechtenstein I, 1900, VI, T. 4, 1913
- (contribución a la flora asiática) en: E. D. Merrill u. E. H. Walker, A Bibliography of Eastern Asiatic Botany, Jamaica Plain, Massachusetts, 1938
- Experiences and Impressions of an Austrian Botanist During the First World War. 48 fotos, 160 pp. [Experiences and Impressions of an Austrian Botanist During the First World War Versión online]

## Honores

### Membresías
- 1928: Royal Horticultural Society, durante una conferencia en Londres
- 1934: Sociedad Botánica de Edimburgo
- Sociedad botánica de Ginebra
- Sociedad de Geografía de Berlín
- 1939: Academia de Ciencias de Viena, pero murió antes de que el Ministerio en Berlín lo confirmase

### Eponimia
- (Asteraceae) Anthemis handel-mazzettii Eig[2]

- (Asteraceae) Taraxacum mazzettii Soest[3]

- (Begoniaceae) Begonia handelii Irmsch.[4]

- (Brassicaceae) Draba handelii O.E.Schulz[5]

- (Lamiaceae) Phlomoides mazzettii Lazkov[6]

- (Orchidaceae) Platanthera handel-mazzettii K.Inoue[7]

- (Papaveraceae) Corydalis handel-mazzettii Fedde[8]

- (Poaceae) Festuca handelii (St.-Yves) E.B.Alexeev[9]

- (Primulaceae) Androsace handel-mazzettii Kress[10]

- (Rosaceae) Cotoneaster handel-mazzettii G.Klotz[11]

- La abreviatura «Hand.-Mazz.» se emplea para indicar a Heinrich von Handel-Mazzetti como autoridad en la descripción y clasificación científica de los vegetales.[12]